# Powiat Graz-Umgebung
Powiat Graz-Umgebung (niem. Bezirk Graz-Umgebung) – powiat w Austrii, w kraju związkowym Styria. Siedziba powiatu znajduje się w mieście Graz, które jednak do powiatu nie należy.

## Geografia
Powiat Graz-Umgebung leży w środkowej Styrii, część zachodnią stanowią Lavanttaler Alpen, na północy i północnym wschodzie znajduje się region Grazer Bergland i liczne grupy górskie na wschód od rzeki Mura. Południe powiatu leży w regionie Grazer Becken. Najwyższym punktem jest Speikkogel (1 988 m n.p.m.).
Powiat Graz-Umgebung graniczy z następującymi powiatami: na północy z powiatem Bruck an der Mur, na wschodzie z powiatem Weiz, na południowym wschodzie z powiatem Feldbach, na południu z powiatem Leibnitz, na południowym zachodzie z powiatem Deutschlandsberg, na zachodzie z powiatem Voitsberg, na północnym zachodzie z powiatem Leoben i z powiatem Knittelfeld.
Najmniejszą gminą jest Werndorf (powierzchnia 6,23 km²), największą zaś Frohnleiten (153,91 km²).
Najwyżej położona miejscowością gminną jest Gratwein-Straßengel położone na wysokość 769 m n.p.m. Najniżej leży Werndorf, w dolinie Mury na wysokości 309 m n.p.m.

## Demografia
Powiat Graz-Umgebung zamieszkuje najwięcej osób z całego kraju związkowego. W latach 1951–2001 liczba mieszkańców wzrosła o około 60% przy czym w tym samym okresie w Styrii jedynie o 7%. Tak duży wzrost spotęgowała bliskość drugiego co do wielkości miasta Austrii – Grazu, oraz szybki rozwój infrastruktury.
| Rok  | L. mieszk. |
| ---- | ---------- |
| 1869 | 56.995     |
| 1880 | 59.414     |
| 1890 | 62.873     |
| 1900 | 63.792     |
| 1910 | 67.453     |
| 1923 | 69.633     |
| 1934 | 74.349     |
| 1939 | 74.374     |
| 1951 | 81.991     |
| 1961 | 88.607     |
| 1971 | 99.850     |
| 1981 | 106.343    |
| 1991 | 118.162    |
| 2001 | 131.488    |
| 2011 | 143.248    |
| 2021 | 157.853    |
| 2022 | 160.412    |
| 2023 | 162.408    |

## Podział administracyjny
Powiat podzielony jest na 36 gmin, w tym jedną gminę miejską (Stadt), 21 gmin targowych (Marktgemeinde) oraz 14 gmin wiejskich (Gemeinde); liczba ludności: 2022 rok.
Miasta
1. Frohnleiten (6633)

Gminy targowe
1. Deutschfeistritz (4512)
2. Dobl-Zwaring (3783)
3. Eggersdorf bei Graz (7193)
4. Feldkirchen bei Graz (7261)
5. Gössendorf (4177)
6. Gratkorn (8370)
7. Gratwein-Straßengel (12 770)
8. Hausmannstätten (3783)
9. Hitzendorf (7336)
10. Kalsdorf bei Graz (8306)
11. Kumberg (3960)
12. Laßnitzhöhe (2830)
13. Lieboch (5504)
14. Peggau (2414)
15. Premstätten (6862)
16. Raaba-Grambach (4948)
17. Sankt Marein bei Graz (3749)
18. Semriach (3209)
19. Thal (2455)
20. Übelbach (2093)
21. Vasoldsberg (4765)

Gminy
1. Fernitz-Mellach (4926)
2. Hart bei Graz (5436)
3. Haselsdorf-Tobelbad (1607)
4. Kainbach bei Graz (2838)
5. Nestelbach bei Graz (2766)
6. Sankt Bartholomä (1489)
7. Sankt Oswald bei Plankenwarth (1270)
8. Sankt Radegund bei Graz (2162)
9. Seiersberg-Pirka (12 112)
10. Stattegg (3019)
11. Stiwoll (707)
12. Weinitzen (2712)
13. Werndorf (2768)
14. Wundschuh (1681)

(liczba mieszkańców 1 stycznia 2023)

## Polityka
Wyniki wyborów samorządowych do rad gmin:
| Partia          | 2005   | 2005   | 2005     | 2000   | 2000   | 2000     | 1995   | 1995   | 1995     | 1990   | 1990   | 1990     |
| Partia          | Głosów | %      | Mandatów | Głosów | %      | Mandatów | Głosów | %      | Mandatów | Głosów | %      | Mandatów |
| --------------- | ------ | ------ | -------- | ------ | ------ | -------- | ------ | ------ | -------- | ------ | ------ | -------- |
| ÖVP             | 32.884 | 40,29  | 415      | 31.134 | 40,91  | 408      | 30.163 | 39,90  | 363      | 32.167 | 42,17  | 400      |
| SPÖ             | 34.866 | 42,72  | 371      | 29.357 | 38,57  | 318      | 29.043 | 38,42  | 325      | 32.288 | 42,32  | 332      |
| FPÖ             | 3.949  | 4,84   | 24       | 8.865  | 11,65  | 81       | 8.345  | 11,04  | 78       | 6.169  | 8,09   | 53       |
| Die Grünen      | 3.686  | 4,52   | 29       | 2.383  | 3,13   | 15       | 2.034  | 2,69   | 14       | 672    | 0,88   | 6        |
| Inni            | 6.224  | 7,63   | 74       | 4.365  | 5,74   | 53       | 6.012  | 7,95   | 65       | 4.990  | 6,54   | 48       |
| Oddanych głosów | 81.609 | 81.609 | 81.609   | 76.104 | 76.104 | 76.104   | 75.597 | 75.597 | 75.597   | 76.286 | 76.286 | 76.286   |
| Frekwencja      | 75,27% | 75,27% | 75,27%   | 77,96% | 77,96% | 77,96%   | 82,38% | 82,38% | 82,38%   | 91,24% | 91,24% | 91,24%   |

## Komunikacja
Z powodu otoczenia przez powiat Grazu ma on bardzo dobrze rozwinięty transport. Przez powiat przebiega na osi wschód-zachód autostrada A2 oraz w kierunkach północ-południe autostrada A9 i droga ekspresowa S35. W skład systemu dróg krajowych wchodzą: B64, B65, B67, B70, B72, B73 i B76.
Głównymi liniami kolejowymi są: Południowa Kolej Austriacka (Südbahn) (północ-południe, Wiedeń-Graz-Słowenia) i Wschodnia Kolej Styryjska (Steirische Ostbahn) (wschód-zachód, Graz-Szombathely). Liniami o mniejszym znaczeniu są linie Graz-Voitsberg-Köflach, Graz-Deutschlandsberg-Wies i Peggau-Übelbach.
Na południe od Grazu, przy węźle autostradowym usytuowano port lotniczy Graz. Jest on 3. lotniskiem co do ilości obsługiwanych pasażerów w Austrii.